# Hyllestad
Hyllestad è un comune norvegese della contea di Vestland.